# Конвой № 1282
Конвой № 1282 — японський конвой часів Другої світової війни, проведення якого відбувалось у квітні — травні 1943 року.
Конвой сформували для проведення групи суден з атола Трук (нині Чуук) у центральній частині Каролінського архіпелагу (ще до війни тут була створена потужна база ВМФ, з якої до лютого 1944 року провадились операції у цілому ряді архіпелагів) до Рабаула — головної бази в архіпелазі Бісмарка, звідки японці роки провадили операції на Соломонових островах та сході Нової Гвінеї.
До складу конвою увійшли транспорти «Сінсей-Мару № 18» (Shinsei Maru No. 18) та «Кахоку-Мару», тоді як ескорт забезпечував есмінець «Кійонамі».
28 квітня 1943 року судна вийшли з Труку та попрямували на південь. У цей період японські конвої до архіпелагу Бісмарка ще не стали цілями для авіації, проте на комунікаціях активно діяли підводні човни США. Утім, проходження конвою № 1282 відбулось без інцидентів і 3 травня він прибув до Рабаула.